# 日泰 (大石寺)
日泰（にったい、1731年（享保16年8月） - 1785年3月30日（天明5年2月20日））は、大石寺第38世法主。

## 略歴
- 1731年（享保16年）8月上旬、駿河国駿東郡東井出村に誕生。
- 1744年（延享元年）春、細草に入檀す。
- 1760年（宝暦10年）6月5日、父融賢日周卒。
- 1771年（明和8年）春、細草61代の化主となる。冬、細草を退檀し6年間江戸を教化す。
- 1775年（安永4年）10月2日、母妙賢日和卒。
- 1776年（安永5年）秋、大石寺19代学頭となる。
- 1781年（天明元年）8月、日荘（9歳）、学頭日泰の室に入る。
- 1783年（天明3年）4月28日、37世日琫より法の付嘱を受け、38世日泰として登座。
- 1785年（天明5年）2月20日、55歳で死去した。

| 先代 日琫 | 大石寺住職一覧 | 次代 日純 |